# Koçular, Aksu
Koçular là một xã thuộc huyện Aksu, tỉnh Isparta, Thổ Nhĩ Kỳ. Dân số thời điểm năm 2011 là 232 người.